# 斜肩笔螺
斜肩笔螺（学名：Strigatella fastigium），是新腹足目笔螺科焰笔螺属的一种。主要分布于越南、台湾，常栖息在潮间带岩礁。